# Joseph Santol
Joseph Santol, né à Céret (Pyrénées-Orientales) le 10 mai 1853 et mort à Paris le 3 février 1923, deux semaines après s'être fracturé le fémur en tombant d'un autobus, est un prêtre français et une personnalité controversée du catholicisme social. Il a été accusé d'outrages aux mœurs et de traite d'enfants.

## Biographie
Joseph Santol est ordonné prêtre en 1870. De 1879 à 1884, il est vicaire de Cerbère, section de la commune de  Banyuls-sur-Mer, devenue indépendante en 1888. Il y élève la nouvelle église Saint-Sauveur, un presbytère et un cimetière. Suivant les conseils de l'évêque de Perpignan-Elne, Jean-Augustin-Émile Caraguel, il achète toutes les terres à proximité avec vue sur la mer.
La Compagnie des Chemins de Fer du Midi lui propose de construire des maisons sur ces terrains pour une trentaine de familles de leurs employés, contre paiement de 7200 francs par an. Le Père Santol ajoute également deux écoles, l'une pour les garçons, l'autre pour les filles, ainsi que des résidences pour les enseignants.
La constitution de la nouvelle municipalité indépendante de Cerbère, qui voulait récupérer les écoles, et la venue d'un nouvel évêque, Noël Gaussail, qui veut fixer la discipline ecclésiastique dans le diocèse, apportent un certain nombre de difficultés au Père Santol.
Santol refusant le transfert des écoles, le Conseil municipal fait élever un mur qui coupe la route d'accès. Il s'oppose à l'évêque qui lui interdit de célébrer la messe des cinq jours de Pâques et de quitter la paroisse.
L'abbé Santol offre alors, en octobre 1892, tous ses immeubles (évalués à 254 000 francs) à l'Union syndicale des ouvriers et employés des chemins de fer français, syndicat jaune récemment fondé par Paul Lanoir, afin d'y créer un orphelinat subventionné par les compagnies de chemin de fer. Après plusieurs aventures, les tribunaux statuent sur les litiges entre la municipalité et le prêtre, et son évêque mute l'abbé Santol à Saint-Marsal situé à quinze heures de marche de Cerbère.
Vladimir Alexandrovitch de Russie est accueilli à Cerbère par l'abbé Santol le 3 novembre 1893.
Santol fait appel de cette décision à la Curie romaine, en 1894. Le 14 juin 1895 il est nommé inspecteur général des orphelinats agricoles à l'unanimité du conseil d'administration présidé par le marquis Amédée-Charles-Donatien de Gouvello
Il s'installe à Paris, où il crée "Le Placement familial" le 5 juillet 1901. Il en est le directeur. Les bureaux se trouvent 3, avenue de la Motte-Picquet. En juillet 1914 le siège est déplacé au no 40.
L'asile temporaire se situe lui au 33 avenue Lowendal. Il accueille les enfants et les adolescents des deux sexes de 6 à 18 ans. L'association vise
 à « Envoyer dans les familles chrétiennes agricoles aisées de nos campagnes, les enfants de la misère de l'immense capitale », mais également proposer aux adolescents de plus de 13 ans des emplois chez des artisans ou des propriétaires qui ont des orphelinats industriels. À la fin de 1905, le travail de 13 881 enfants a été réorganisé : de nombreux enfants ont été envoyés dans des orphelinats dans les usines de verre à Saint-Ouen, Plaine Saint-Denis, à Creil (Oise), à Romesnil (Seine-Maritime), à Quiquengrogne (Aisne), à Sars-Poteries, à Trelon, et au Blanc-Misseron (Nord); les filles sont envoyées dans les usines de textile de Trouhans (Côte d'Or), et Touligan Saillans (Drôme).

## Traite des enfants
Dès 1900, l'abbé est incarcéré pour outrage aux bonnes mœurs sur enfants. Son procès démarre le 13 septembre à Paris pour 9 attentats à la pudeur mais le procès le relaxe, les témoins étant subornés. Dans ses accusateurs, on trouve un certain Tripet, dit la frisette, anarchiste ou socialiste.
Certains journaux avaient traité l'abbé de "marchand de chair humaine",.
Durant une séance à l'assemblée nationale, Jules Coutant-d'Ivry, député, s’en prend à l'ecclésiastique, dont il dit qu’il « a vécu de l’exploitation de l’enfance [...] d’une façon ignominieuse. » Il ajoute même quelques jours plus tard : « Celui-là, c’est un bandit ! », les débats se poursuivent le 8 avril par des « Voici l’abbé Santol, le fameux curé de Cerbère. On le connaît, celui-là ; en voilà un qui a vécu de l’exploitation de l’enfance ! Il place des enfants à l’orphelinat Saint-Charles » » et « l’homme dont vous prononcez le nom [Monseigneur des Forges] a exploité d’une façon ignominieuse les enfants pauvres. » (Applaudissements à l’extrême gauche. – Bruits à droite.)
Charles Delzant dénonce, par ses écrits dans la Voix de verriers, la condition des enfants dans les verreries.
Le 4 juin 1910 L'éclaireur du Finistère titre Encore l'abbé Santol concernant son secours à la Sicile après un tremblement de terre. C'est l'affaire des orphelins du Pape. L'abbé voulait, les petits parisiens ne suffisant plus pour œuvrer à l'agriculture et aux industries verrières, ramener 600 orphelins par cargo au départ de Messine. Rome stoppa l'opération. L'abbé rentra à Paris où plus d'une cinquantaine de plaintes l'attendaient. Il fut inculpé comme son adjoint l'Abbé Guillout, ainsi que l'abbé Perrin.
En mars 1910 une nouvelle information vient d'être ouverte par le parquet de la Seine contre l’abbé Santol. À la suite de la Crue de la Seine de 1910 beaucoup de parents ont placé leurs enfants dans l'institution et l'abbé Santol, sans les autorisations, a souvent envoyé ces enfants en verrerie contre paiement.
Le 25 janvier 1911, à la neuvième chambre correctionnelle, l'abbé gagne son procès contre les journaux diffamatoires, deux journaux sont condamnés à l'indemniser pour diffamation et insultes,. L'affaire Santol sert à certains pour attaquer la magistrature.
En 1912, il visite Briviesca en Espagne, et il recrute des enfants démunis. Le consul général d'Espagne en France écrit au maire de Portieux  pour se plaindre du sort de 17 enfants qui travaillaient dans l'usine de verre, maltraités par le propriétaire. Selon les informations du New York Times du 16 juin 1922

le travail avait fourni de nouvelles maisons pour 50 000 orphelins de guerre.
Les migrations d'enfants de Paris, organisées par l'abbé Santol, ont pu concerner jusqu'à 25 % de population en plus dans certains villages du Haut-Briançonnais, certains villages accueillant près de 1 100 enfants, la plupart domestiques ou filles de fermes.
Les Actualités Pathé passent le 18 octobre 1922 un reportage de 1 min 05 s présentant le Maréchal Sikorski, chef d'état-major de l'armée polonaise, déposant une magnifique gerbe de fleurs sur la tombe du soldat sans nom. Des enfants russes, dont les parents ont été massacrés, viennent sous la conduite de l'abbé Santol, à qui ils sont confiés par la Société des Nations, apporter leur modeste hommage.

## Publications
Joseph Santol a publié divers ouvrages et articles sous le nom d'abbé Santol et également sous le pseudonyme Rajah de Times
- Rajah de Times, France ne peut périr, République ne peut durer : Considérations parues dans le journal "l'Espérance" sous la signature Rajah de Times selon les vues du comte Joseph de Maistre par l'auteur de la "monographie de Banyuls-sur-Mer", Perpignan, imp. du journal l'Espérance, 1881, In-8° (BNF 34034945)
- Le Congrès catalaniste, article in L'Espérance (14 juin-3 août 1883)
- Essai sur la langue catalane en Roussillon, article in L'Espérance (1883)
- De l'industrie et du commerce en Roussillon durant le Moyen Âge, Céret, 1893
- Tribunal civil de la Seine. Requête présentée à M. le président au nom de M. l'abbé Santol,... contre M. P. Lanoir Paris: imp. de C. Picquoin, 1895
- Rapport sur le sauvetage de l'enfance par les orphelinats agricoles, présenté à l'Assemblée générale des catholiques du Nord et du Pas-de-Calais, le 20 novembre 1895 Lille: impr. de V. Ducoulombier, 1896
- Rapport de M. l'abbé Santol au Conseil d'administration du "Placement familial" (Assemblée générale du 30 juin 1914) La Chapelle-Montligeon: Impr.-librairie de Montligeon, 1914
- Conférence donnée par M. l'abbé Santol, directeur des œuvres du "Placement familial", 40, avenue de La Motte-Picquet. Paris, le 22 septembre 1922, dans le "Jeanne d'Arc Home", New-York Molineuf (Loir i Cher): Impr. Saint-Paul, 1922